# Коррі Броккен
Коррі Броккен (нід. Corry Brokken; 3 грудня 1932, Бреда — 2 червня 2016, Ларен) — нідерландська співачка, переможниця другого пісенного конкурсу Євробачення 1957 року з композицією «Net als toen».

## Біографія
Як співачка дебютувала на радіо в 1952 у, в 1954 випустила перший альбом. Крім переможного для себе конкурсу, Броккен брала участь у конкурсах Євробачення 1956 з піснею «Voorgoed voorbij» і 1958 з піснею «Heel de wereld». Поділивши в 1958 році 9-10 місця, вона стала єдиним виконавцем в історії даних конкурсів, що займав на них як перше, так і останнє місця.
Крім естрадних пісень, у її репертуар входили арії з опер та оперет. Як ведуча вела численні шоу на нідерландському і німецькому телебаченні. У 1976 році Коррі Броккен була ведучою конкурсу Євробачення, а в 1997 оголошувала результати голосування від своєї країни. Після закінчення своєї музичної кар'єри в 1988 році, вона стала суддею, але в 1996 випустила новий компакт-диск зі своїми піснями. У 2000 році в Голландії вийшли її мемуари.
Володар нідерландської музичної премії Edison Music Awards 1963 і 1995 років.